# Ritchard Viktorov
Ritchard Viktorov (nom complet : Ричард Николаевич Викторов) est un réalisateur et scénariste soviétique né en 1929 et mort en 1983. Il a notamment écrit et réalisé À travers les ronces vers les étoiles.

## Biographie
Ritchard Viktorov naît le 7 novembre 1929 dans la famille de l'ingénieur Nikolaï Guéorguévitch Viktorov (1886-1930). Sa grand-mère, Maria Nikolaïevna Viktorova, est la fille de l'amiral Nikolaï Kaznakov.
Pendant l'été 1941, il se trouve dans une colonie de vacances en Crimée lorsqu'éclate l'invasion allemande et en novembre suivant quand l'Armée rouge est obligée de reculer il est blessé et évacué dans le Caucase du Nord. Après la guerre, il étudie de 1945 à 1947 à l'école secondaire pour garçons n° 35 à Lvov. Ensuite, il entre à la faculté de lettres de l'université d'État de Lvov et en 1952 il est diplômé en tant qu'enseignant de russe, de logique et de psychologie.
Par la suite, il entre à la faculté de réalisation cinématographique du VGIK dans la classe de Sergueï Ioutkevitch. Il n'a pas encore terminé ses études en 1957-1958, lorsqu'il travaille au studio d'Odessa avec Chichov sur un long métrage intitulé Sur ma verte terre («На зелёной земле моей») et qui est son travail de diplôme. Il termine l'institut en 1959 et il est engagé au studio Belarousfilm («Беларусьфильм»), et en 1965 il commence à travailler pour le studio central des films pour l'enfance et la jeunesse Gorki.
Il entre au PCUS en 1971. En 1975-1976, il enseigne un cours intitulé Travail d'acteur au département de réalisation des cours supérieurs de formation des scénaristes et réalisateurs.
Il entre dans l'histoire du cinéma fantastique soviétique grâce à sa dilogie Moscou-Cassiopée et Adolescents dans l'univers, ainsi que son film À travers les ronces vers les étoiles. Jouissant de capacités techniques très modestes même pour cette époque, il a atteint dans ses films déjà dans les années 1970 la plausibilité absolue des scènes dans l'espace et en apesanteur - même les cosmonautes ne pouvaient distinguer l'apesanteur à l'écran de la réalité. Il a sérieusement réfléchi aux problèmes et aux dangers dont l'humanité n'a réalisé l'existence que trente ans plus tard: le réchauffement climatique, la catastrophe écologique due à l'empoisonnement de l'environnement par des produits gâchant les ressources naturelles.
« Il a réussi ce que les autres réalisateurs n'ont pas réussi. Ils sont allés aux barricades et sont morts dessus, et Ritchard a réussi à faire pression sur eux et à faire ce qu'il voulait.
[…] Avec quelle difficulté a-t-il surmonté l'inertie des artistes et des intrigants, combien de temps a-t-il consacré à communiquer avec des scientifiques occupés par les problèmes de demain. En conséquence, Ritchard Viktorov est non seulement devenu lui-même un professionnel sérieux, le seul à s'être constamment efforcé de faire des films sur la perspective et à éduquer dans ce sens aussi bien des caméramans que des artistes combinateurs. »
En collaboration avec Kir Boulytchiov, Viktorov travaille en 1983 sur une comédie satirique avec des éléments de fantastique, intitulée La Comète («Комета»), mais il ne peut la terminer:
« Le dernier jour du tournage, Ritchard a souffert d'une attaque. Il n'a vécu que dix-huit mois sans revenir vraiment à lui, tandis que l'on en s'est pris à la matière de son film du côté de Goskino. ». Après avoir subi de nombreuses concessions et avoir eu son scénario fortement remodelé, le film a été terminé par un autre réalisateur.

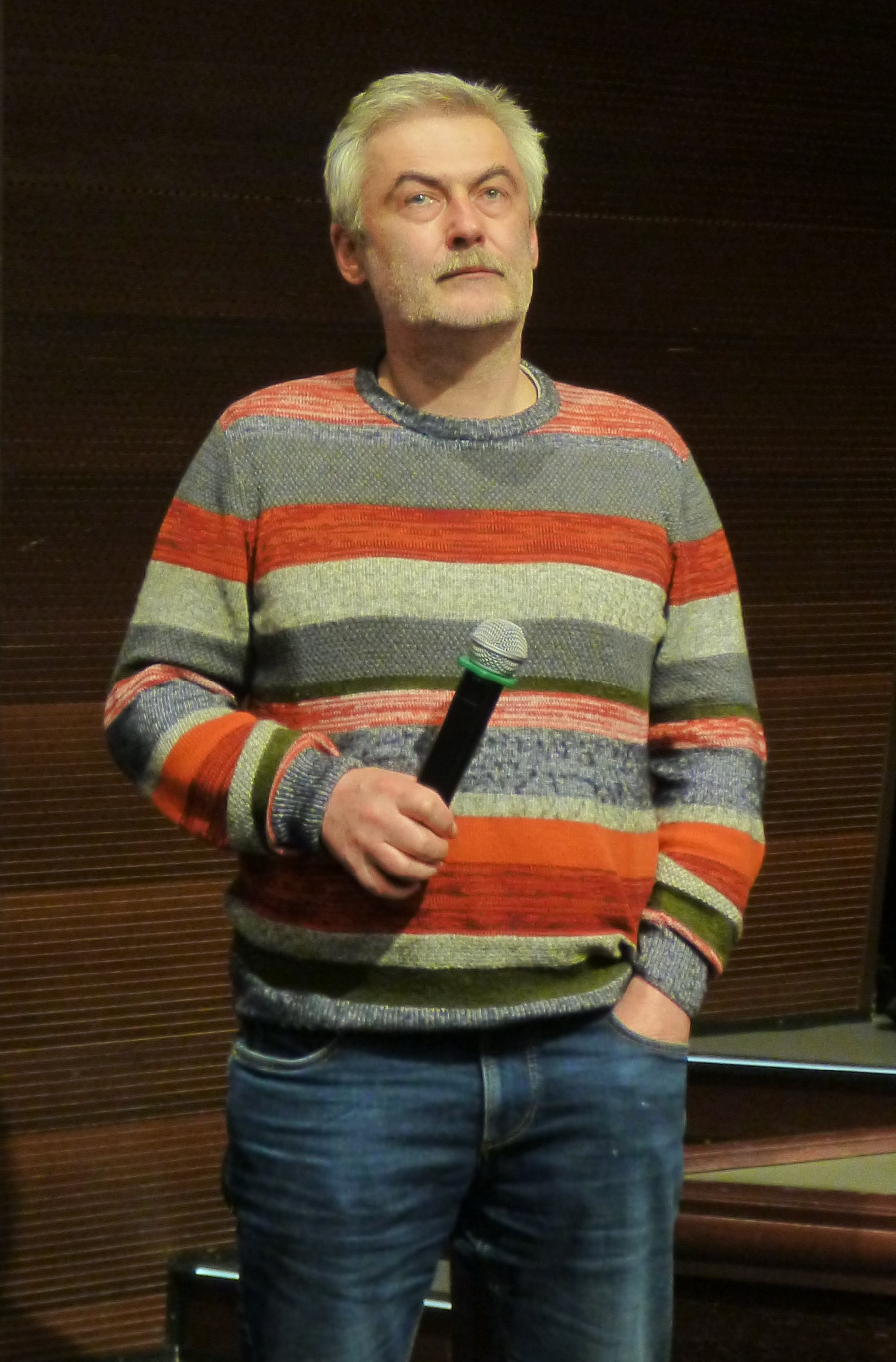
Nikolaï Richardovitch Viktorov, son fils en 2021.

Il meurt le 8 septembre 1983 et est enterré au cimetière de Mitino (division 65) auprès de son épouse,. L'on a gravé sur sa tombe les mots suivants: « Tu demeureras éternel dans ton art, comme éternelle est la connaissance du cosmos. »,.

## Filmographie
- 1963 : Tretia raketa, adaptation par Vassil Bykaw de son roman La Troisième Fusée
- 1965 : Bien-aimé (film,1965) (en russe : Любимая)
- 1970 : Franchis le seuil  (Переступи порог)
- 1973 : Moscou-Cassiopée (Москва-Касиорея)
- 1974 : Adolescents dans l’univers
- 1978 : Obelisk (Обелиск), adaptation par Vassil Bykaw de son roman éponyme
- 1981 : À travers les ronces vers les étoiles

## Distinctions
- 1975 : Prix d’argent dans la catégorie films pour enfants au Festival international du film de Moscou pour Moscou-Cassiopée
- 1975 : Prix spécial du jury au Festival international du film fantastique de Trieste pour Moscou-Cassiopée
- 1975 : Prix Platero au Festival international du film pour les enfants et la jeunesse de Jijona pour Moscou-Cassiopée
- 1982 : Nommé au Festival du film fantastique d'Avoriaz pour À travers les ronces vers les étoiles (Cherez ternii k zvyozdam)